# Nicola Selva
Nicola Selva, né le 4 juillet 1962, est un homme d'État saint-marinais, membre de République du futur (RF). Il est capitaine-régent de Saint-Marin, avec Michele Muratori, du 1er avril au 1er octobre 2019.

## Biographie
Nicola Selva est un athlète spécialiste du sprint. En 1991, il participe aux Jeux méditerranéens d'Athènes. L'année suivante, il est l'un des membres de l'équipe saint-marinaise du relais 4 x 100 mètres aux Jeux olympiques de Barcelone
.
Technicien industriel, il travaille pour l'entreprise de télécommunications Telecom Italia San Marino.
Il entre en politique dans les années 1990 au sein du Parti démocrate-chrétien sur les listes duquel il est élu en 2006 au Grand Conseil général. Lors du scrutin de 2012, il est réélu sous l'étiquette de l'Union pour la République. Réélu de nouveau en 2016, il fait partie des fondateurs du parti République du futur (RF).
Le 13 mars 2019, il est élu capitaine-régent avec Michele Muratori. Les deux hommes entrent en fonction le 1er avril suivant pour un semestre.